# Char de dépannage DNG/DCL
Char de dépannage DNG/DCL je francusko oklopno vozilo - popravljač, izgrađeno na šasiji glavnog borbenog tenka Leclerc.
DCL dolazi kao zamjena vozilu AMX-30 D. Njegova namjena je popravak tenkova od preko 50 tona koji su oštećeni tokom borbe. Tvrtka Nexter dizajnirala je ovo vozilo pod nazivom DNG (fra. Dépanneur Nouvelle Génération, hrv. nova generacija popravljača), dok francuska vojska koristi kraticu DCL (fra. Dépanneur du Char Leclerc, hrv. tenk Leclerc popravljač).
Temeljna zadaća DNG/DCL vozila je da odvuče oštećeni tenk iz ratne zone, dok je sekundarna zadaća "popravljača" da popravi oštećene tenkove, kao i pomoć vojnoj inženjeriji. Za te poslove, DNG vozilo opremljeno je dizalicom koji služi uklanjanju kupole tenka.

## Oprema
- Primarno vitlo: 180 m dužine, vuča 35 t tereta
- Sekundarno vitlo: 230 m, vuča 1,3 t tereta
- Kran: podizanje 30 t tereta
- Max visina (podignuti teret s kranom): 7,7 m
- Max kut krana: 270°
- Buldožerska oštrica: 3,4 m
- Generator: 
  - 1 dizelski generator
  - 20 DREB dimnih generatora
- Naoružanje: 12,7 mm strojnica

## Korisnici
- Francuska - Francuska vojska trenutno koristi 20 DNG/DCL vozila. Jedno vozilo Francuska je dostavila na jug Libanona kao podršku 13 Leclerc tenkova u tamošnjim mirovnim snagama UN-a.
- Ujedinjeni Arapski Emirati - Ujedinjeni Arapski Emirati koriste 46 DNG/DCL vozila.